# Nupserhoglenea cerrutii
Nupserhoglenea cerrutii là một loài bọ cánh cứng trong họ Cerambycidae.